# Boronia keysii
Boronia keysii är en vinruteväxtart som beskrevs av Karel Domin. Boronia keysii ingår i släktet Boronia och familjen vinruteväxter. Inga underarter finns listade i Catalogue of Life.